# Gaudiès
Gaudiès est une commune française située dans le département de l'Ariège, en région Occitanie. Sur le plan historique et culturel, la commune fait partie du pays de l'Aguanaguès ou plaine d'Ariège, parfois appelé basse Ariège, ou piémont ariégeois.
Exposée à un climat océanique altéré, elle est drainée par l'Hers-Vif, l'Estaut et par divers autres petits cours d'eau. La commune possède un patrimoine naturel remarquable : un site Natura 2000 (« Garonne, Ariège, Hers, Salat, Pique et Neste ») et quatre zones naturelles d'intérêt écologique, faunistique et floristique.
Gaudiès est une commune rurale qui compte 235 habitants en 2022, après avoir connu un pic de population de 617 habitants en 1846. Elle fait partie de l'aire d'attraction de Pamiers. Ses habitants sont appelés les Galdérois.
Le patrimoine architectural de la commune comprend un immeuble protégé au titre des monuments historiques : le château, inscrit partiellement en 1977.

## Géographie

### Localisation
1. Carte dynamique
2. Carte Openstreetmap
3. Carte topographique
4. Carte avec les communes environnantes

La commune de Gaudiès se trouve dans le département de l'Ariège, en région Occitanie.
Sur le plan historique et culturel, Gaudiès fait partie du pays de l'Aguanaguès ou plaine d'Ariège, parfois appelé basse Ariège, ou piémont ariégeois. Ce pays, dont l'origine remonte probablement à l'époque carolingienne s'applique à la plaine de Pamiers et, par extension, à celle de Saverdun.
Elle se situe à 25 km à vol d'oiseau de Foix, préfecture du département, à 12 km de Pamiers, sous-préfecture, et à 14 km de Saverdun, bureau centralisateur du canton des Portes d'Ariège dont dépend la commune depuis 2015 pour les élections départementales.
La commune fait en outre partie du bassin de vie de Mazères.
Les communes les plus proches sont : 
Trémoulet (2,3 km), Belpech (3,0 km), Lapenne (3,6 km), La Bastide-de-Lordat (3,8 km), Le Carlaret (4,8 km), Saint-Félix-de-Tournegat (5,1 km), Ludiès (6,5 km), Plaigne (6,5 km).
| Mazères   | Belpech (Aude) |                                     |
| Montaut   | Gaudiès        | Plaigne (Aude) (par un quadripoint) |
| Trémoulet | Lapenne        |                                     |

### Superficie et relief
La superficie cadastrale de la commune publiée par l’Insee, qui sert de références dans toutes les statistiques, est de 10,41 km2,. La superficie géographique, issue de la BD Topo, composante du Référentiel à grande échelle produit par l'IGN, est quant à elle de 10,52 km2.  L'altitude du territoire varie entre 238 m et 370 m.

### Géologie
La commune est située dans le Bassin aquitain, le deuxième plus grand bassin sédimentaire de la France après le Bassin parisien, certaines parties étant recouvertes par des formations superficielles. Les terrains affleurants sur le territoire communal sont constitués de roches sédimentaires datant du Cénozoïque, l'ère géologique la plus récente sur l'échelle des temps géologiques, débutant il y a 66 millions d'années. La structure détaillée des couches affleurantes est décrite dans la feuille « n°1057 - Pamiers » de la carte géologique harmonisée au 1/50 000ème du département de l'Ariège, et sa notice associée.

### Hydrographie

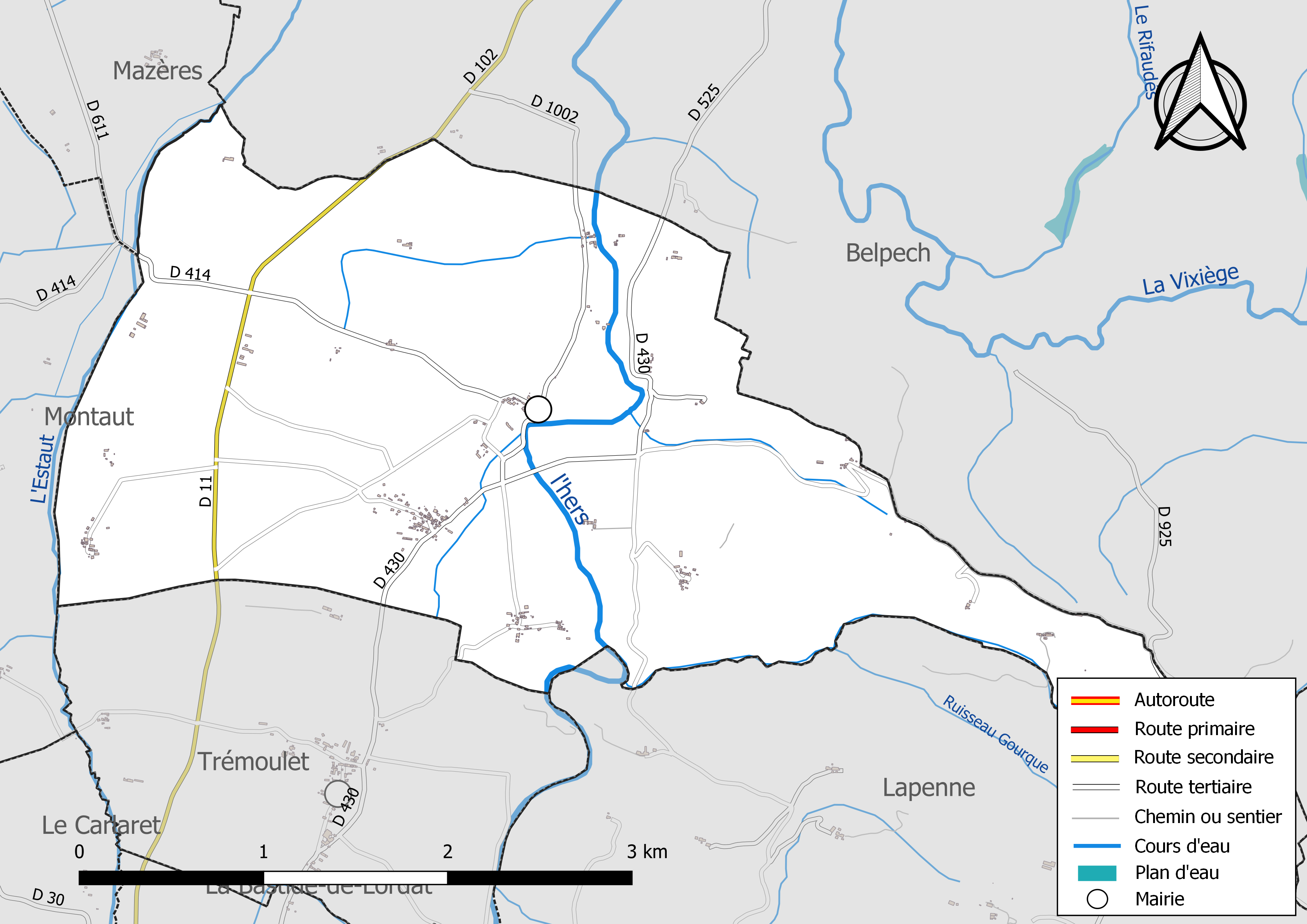
Réseaux hydrographique et routier de Gaudiès.

La commune est dans le bassin versant de la Garonne, au sein du bassin hydrographique Adour-Garonne. Elle est drainée par l'Hers-Vif, l'Estaut, le ruisseau Gourque et par divers petits cours d'eau, constituant un réseau hydrographique de 11 km de longueur totale,.
L'Hers-Vif, d'une longueur totale de 134,9 km, prend sa source dans la commune de Prades et s'écoule du sud vers le nord. Il traverse la commune et se jette dans l'Ariège à Cintegabelle, après avoir traversé 41 communes.
L'Estaut, d'une longueur totale de 19,5 km, prend sa source dans la commune de Coussa et s'écoule du sud vers le nord. Il traverse la commune et se jette dans l'Hers-Vif à Belpech, après avoir traversé 11 communes.

### Climat
Pour des articles plus généraux, voir Climat de l'Occitanie et Climat de l'Ariège.
En 2010, le climat de la commune est de type climat du Bassin du Sud-Ouest, selon une étude s'appuyant sur une série de données couvrant la période 1971-2000. En 2020, Météo-France publie une typologie des climats de la France métropolitaine dans laquelle la commune est dans une zone de transition entre le climat océanique altéré et le climat de montagne et est dans la région climatique Pyrénées centrales, caractérisée par une pluviométrie annuelle de 1 000 à 1 200 mm.
Pour la période 1971-2000, la température annuelle moyenne est de 13 °C, avec une amplitude thermique annuelle de 15,8 °C. Le cumul annuel moyen de précipitations est de 768 mm, avec 9,5 jours de précipitations en janvier et 5,5 jours en juillet. Pour la période 1991-2020, la température moyenne annuelle observée sur la station météorologique la plus proche, située sur la commune de Montaut à 7 km à vol d'oiseau, est de 13,7 °C et le cumul annuel moyen de précipitations est de 677,1 mm,. Pour l'avenir, les paramètres climatiques de la commune estimés pour 2050 selon différents scénarios d'émission de gaz à effet de serre sont consultables sur un site dédié publié par Météo-France en novembre 2022.

### Milieux naturels et biodiversité

#### Réseau Natura 2000

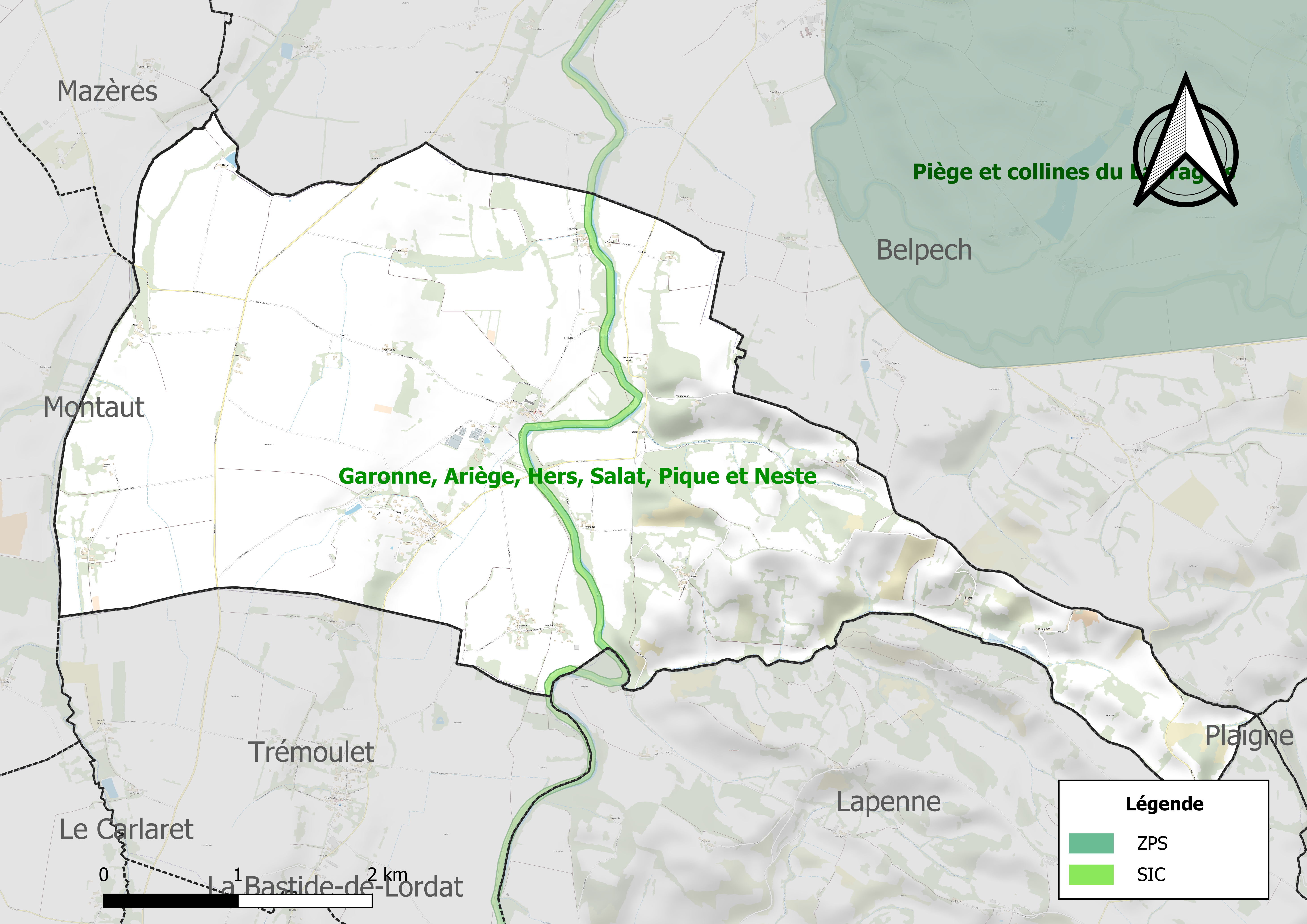
Site Natura 2000 sur le territoire communal.

Le réseau Natura 2000 est un réseau écologique européen de sites naturels d'intérêt écologique élaboré à partir des directives habitats et oiseaux, constitué de zones spéciales de conservation (ZSC) et de zones de protection spéciale (ZPS).
Un site Natura 2000 a été défini sur la commune au titre de la directive habitats : « Garonne, Ariège, Hers, Salat, Pique et Neste », d'une superficie de 9 581 ha, un réseau hydrographique pour les poissons migrateurs, avec des zones de frayères actives et potentielles importantes pour le Saumon en particulier qui fait l'objet d'alevinages réguliers et dont des adultes atteignent déjà Foix sur l'Ariège.

#### Zones naturelles d'intérêt écologique, faunistique et floristique
L’inventaire des zones naturelles d'intérêt écologique, faunistique et floristique (ZNIEFF) a pour objectif de réaliser une couverture des zones les plus intéressantes sur le plan écologique, essentiellement dans la perspective d’améliorer la connaissance du patrimoine naturel national et de fournir aux différents décideurs un outil d’aide à la prise en compte de l’environnement dans l’aménagement du territoire.
Deux ZNIEFF de type 1 sont recensées sur la commune :
les « coteaux de Gaudiès et de Saint-Félix-de-Tournegat » (842 ha), couvrant 5 communes dont 3 dans l'Ariège et 2 dans l'Aude, et 
le « cours de l'Hers » (891 ha), couvrant 41 communes dont 32 dans l'Ariège, 7 dans l'Aude et 2 dans la Haute-Garonne
et deux ZNIEFF de type 2, : 
- l'« ensemble de coteaux au nord du Pays de Mirepoix » (9 691 ha), couvrant 17 communes dont 10 dans l'Ariège et 7 dans l'Aude[31] ;
- « l'Hers et ripisylves » (1 417 ha), couvrant 41 communes dont 32 dans l'Ariège, 7 dans l'Aude et 2 dans la Haute-Garonne[32].

Carte des ZNIEFF de type 1 et 2 à Gaudiès.
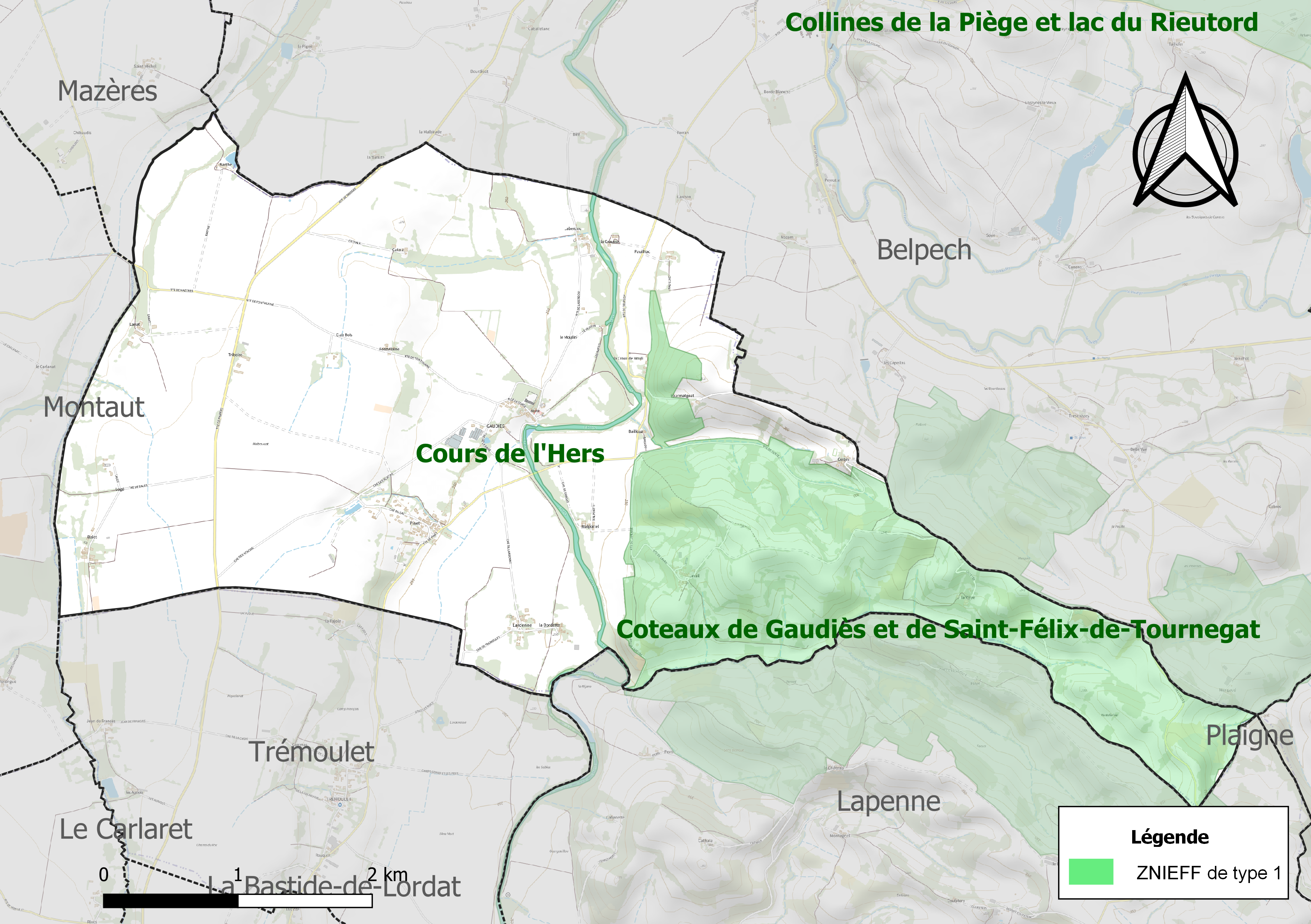
Carte des ZNIEFF de type 1 sur la commune.
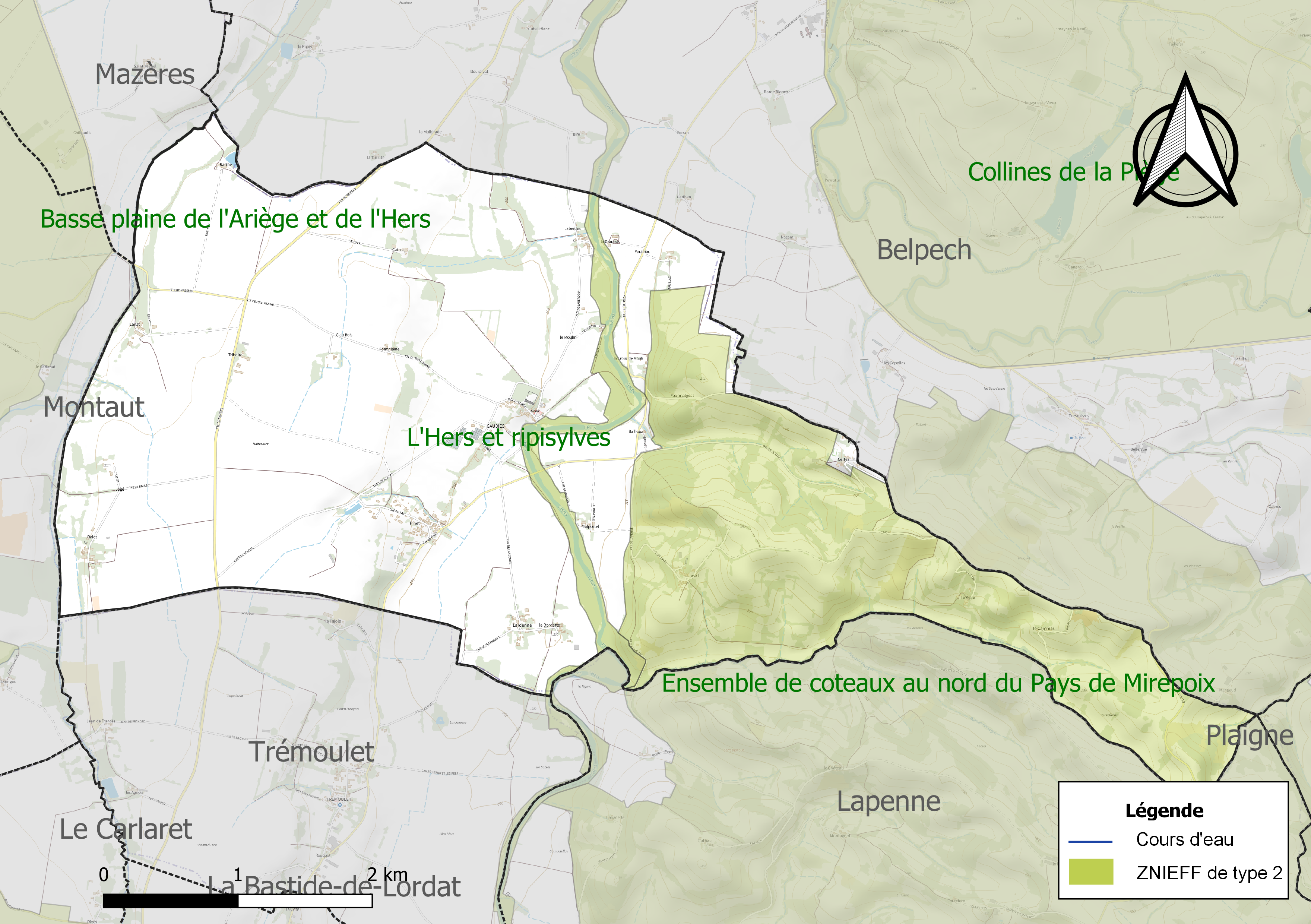
Carte des ZNIEFF de type 2 sur la commune.

## Urbanisme

### Typologie
Au 1er janvier 2024, Gaudiès est catégorisée commune rurale à habitat très dispersé, selon la nouvelle grille communale de densité à 7 niveaux définie par l'Insee en 2022.
Elle est située hors unité urbaine. Par ailleurs la commune fait partie de l'aire d'attraction de Pamiers, dont elle est une commune de la couronne,. Cette aire, qui regroupe 52 communes, est catégorisée dans les aires de moins de 50 000 habitants,.

### Occupation des sols

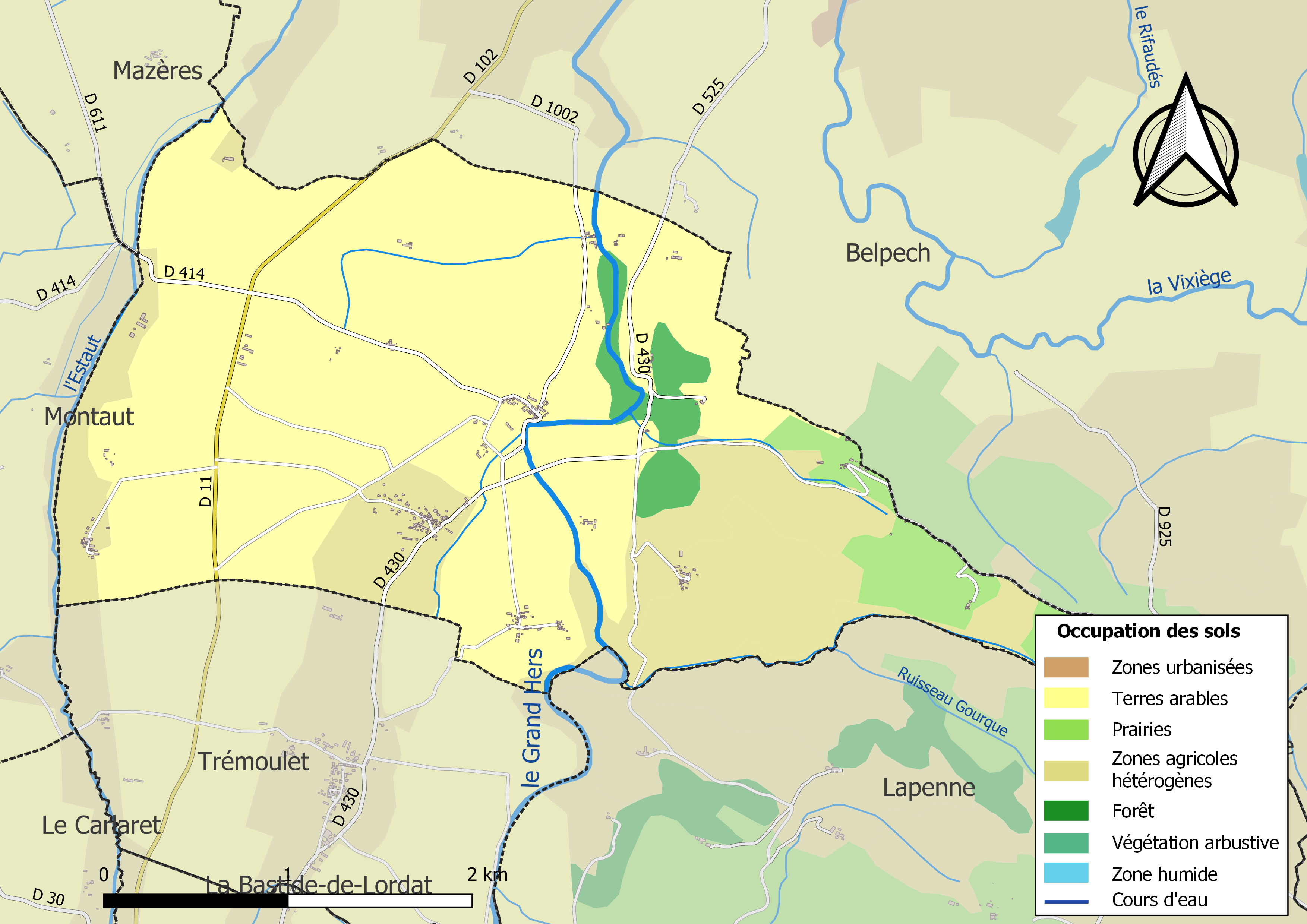
Carte des infrastructures et de l'occupation des sols de la commune en 2018 (CLC).

L'occupation des sols de la commune, telle qu'elle ressort de la base de données européenne d’occupation biophysique des sols Corine Land Cover (CLC), est marquée par l'importance des territoires agricoles (96,5 % en 2018), une proportion identique à celle de 1990 (96,5 %). La répartition détaillée en 2018 est la suivante : 
terres arables (62,9 %), zones agricoles hétérogènes (25,9 %), prairies (7,7 %), forêts (3,5 %). L'évolution de l’occupation des sols de la commune et de ses infrastructures peut être observée sur les différentes représentations cartographiques du territoire : la carte de Cassini (XVIIIe siècle), la carte d'état-major (1820-1866) et les cartes ou photos aériennes de l'IGN pour la période actuelle (1950 à aujourd'hui).

### Hameaux
Baillou, Bales, Cammas, Certe, Labertou, Labourdette, Lardenne, Lagrausse, Lavail, Pinet...

### Habitat et logement
En 2018, le nombre total de logements dans la commune était de 132, alors qu'il était de 120 en 2013 et de 117 en 2008.
Parmi ces logements, 77,9 % étaient des résidences principales, 12,2 % des résidences secondaires et 9,9 % des logements vacants. Ces logements étaient pour 93,8 % d'entre eux des maisons individuelles et pour 5,4 % des appartements.
Le tableau ci-dessous présente la typologie des logements à Gaudiès en 2018 en comparaison avec celle de l'Ariège et de la France entière. Une caractéristique marquante du parc de logements est ainsi une proportion de résidences secondaires et logements occasionnels (12,2 %) inférieure à celle du département (24,6 %) mais supérieure à celle de la France entière (9,7 %). Concernant le statut d'occupation de ces logements, 72,3 % des habitants de la commune sont propriétaires de leur logement (75 % en 2013), contre 66,3 % pour l'Ariège et 57,5 % pour la France entière.
| Typologie                                               | Gaudiès | Ariège | France entière |
| ------------------------------------------------------- | ------- | ------ | -------------- |
| Résidences principales (en %)                           | 77,9    | 65,7   | 82,1           |
| Résidences secondaires et logements occasionnels (en %) | 12,2    | 24,6   | 9,7            |
| Logements vacants (en %)                                | 9,9     | 9,7    | 8,2            |

### Risques majeurs
Le territoire de la commune de Gaudiès est vulnérable à différents aléas naturels : inondations, climatiques (grand froid ou canicule), mouvements de terrains et séisme (sismicité faible). Il est également exposé à deux risques technologiques,  le transport de matières dangereuses et la rupture d'un barrage,.

#### Risques naturels

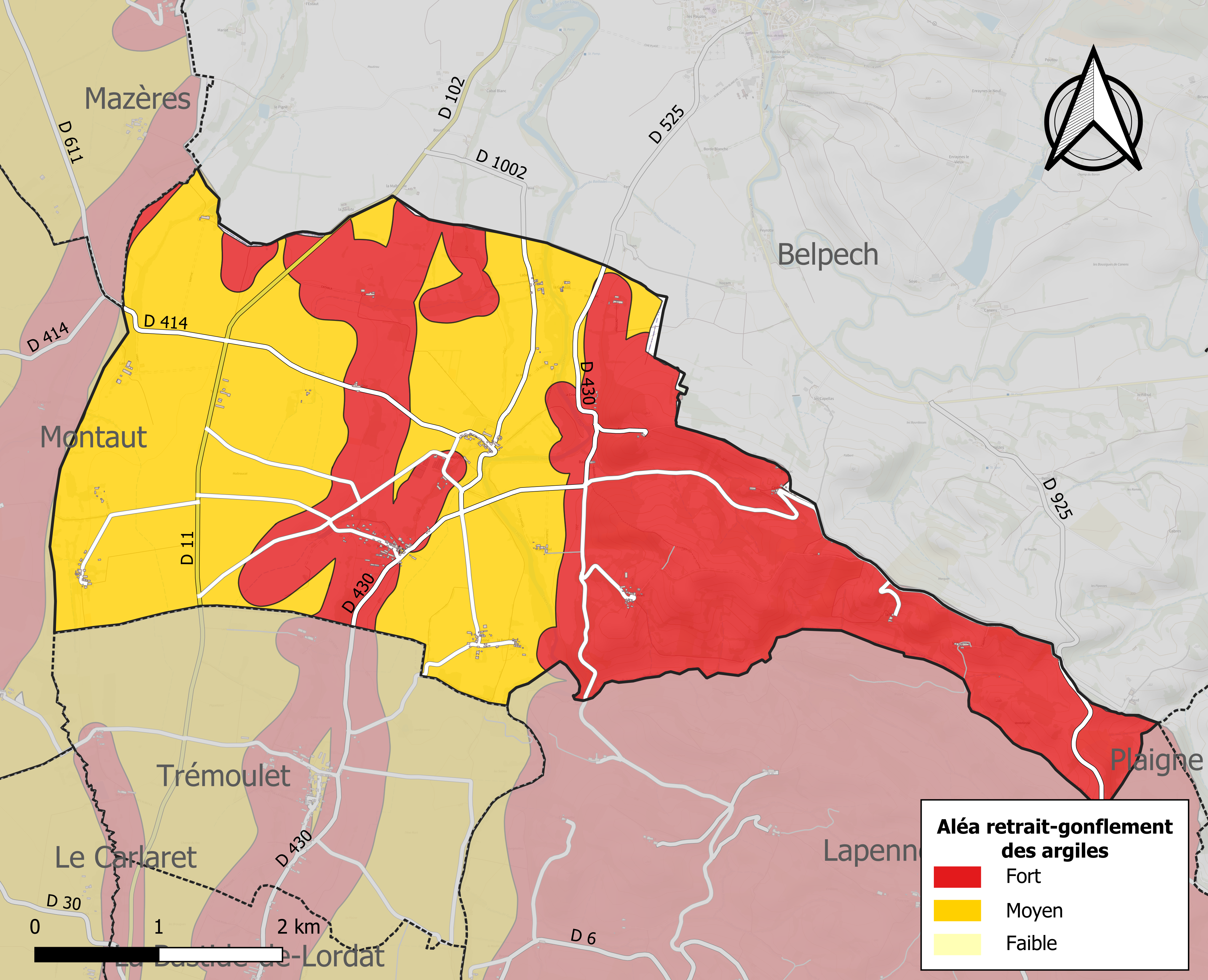
Zonage de l'aléa retrait-gonflement des argiles sur la commune de Gaudiès.

Certaines parties du territoire communal sont susceptibles d’être affectées par le risque d’inondation par débordement, crue torrentielle d'un cours d'eau, ou ruissellement d'un versant.
Les mouvements de terrains susceptibles de se produire sur la commune sont soit des glissements de terrains soit des mouvements liés au retrait-gonflement des argiles. Près de 50 % de la superficie du département est concernée par l'aléa retrait-gonflement des argiles, dont la commune de Gaudiès. L'inventaire national des cavités souterraines permet par ailleurs de localiser celles situées sur la commune.

#### Risques technologiques
Le risque de transport de matières dangereuses par une infrastructure routière ou ferroviaire ou par une canalisation de transport de gaz concerne la commune. Un accident se produisant sur une telle infrastructure est en effet susceptible d’avoir des effets graves au bâti ou aux personnes jusqu’à 350 m, selon la nature du matériau transporté. Des dispositions d’urbanisme peuvent être préconisées en conséquence.
Dans le département de l’Ariège on dénombre cinq grands barrages susceptibles d’occasionner des dégâts en cas de rupture. La commune fait partie des 80 communes susceptibles d’être touchées par l’onde de submersion consécutive à la rupture d’un de ces barrages.

## Toponymie
Le nom de Gaudiès apparaît pour la première fois en 1125 sous la forme Galderio puis passera à Gaudiers et enfin à Gaudiès. Il s’agit d’un nom d’homme germanique composé de wald-, à valeur guerrière (cf. le vieux haut allemand waldan, « gouverner ») et de hari, « armée ». C’est cette même composition wald-hari qui est à l’origine des patronymes Gauthier, Gautier, Galtier etc. avec assourdissement du d en t. Pour Gaudiès, le nom s’est figé avant que cet assourdissement ne se produise.

## Histoire
Une charte est accordée aux habitants en 1001 par l’évêque de Toulouse, possesseur de Gaudiès.

## Politique et administration

### Découpage territorial
La commune de Gaudiès est membre de la communauté de communes des Portes d'Ariège Pyrénées, un établissement public de coopération intercommunale (EPCI) à fiscalité propre créé le 5 octobre 2016 dont le siège est à Pamiers. Ce dernier est par ailleurs membre d'autres groupements intercommunaux.
Sur le plan administratif, elle est rattachée à l'arrondissement de Pamiers, au département de l'Ariège, en tant que circonscription administrative de l'État, et à la région Occitanie.
Sur le plan électoral, elle dépend du canton des Portes d'Ariège pour l'élection des conseillers départementaux, depuis le redécoupage cantonal de 2014 entré en vigueur en 2015, et de la deuxième circonscription de l'Ariège  pour les élections législatives, depuis le redécoupage électoral de 1986.
M. Vidal Philippe, maire de Gaudiès à l'âge de 23, élu depuis 1989 avec quasiment 100% des voix fut un dès plus jeunes maires de France.

### Liste des maires
| Période                                  | Période  | Identité       | Étiquette      | Qualité     |
| ---------------------------------------- | -------- | -------------- | -------------- | ----------- |
| mars 2001                                | En cours | Philippe Vidal | sans étiquette | Agriculteur |
| Les données manquantes sont à compléter. |          |                |                |             |

## Démographie
L'évolution du nombre d'habitants est connue à travers les recensements de la population effectués dans la commune depuis 1793. Pour les communes de moins de 10 000 habitants, une enquête de recensement portant sur toute la population est réalisée tous les cinq ans, les populations de référence des années intermédiaires étant quant à elles estimées par interpolation ou extrapolation. Pour la commune, le premier recensement exhaustif entrant dans le cadre du nouveau dispositif a été réalisé en 2006.

En 2022, la commune comptait 235 habitants, en évolution de −2,49 % par rapport à 2016 (Ariège : +1,48 %, France hors Mayotte : +2,11 %).
| 1793 | 1800 | 1806 | 1821 | 1831 | 1836 | 1841 | 1846 | 1851 |
| ---- | ---- | ---- | ---- | ---- | ---- | ---- | ---- | ---- |
| 401  | 369  | 446  | 475  | 508  | 586  | 587  | 617  | 602  |

| 1856 | 1861 | 1866 | 1872 | 1876 | 1881 | 1886 | 1891 | 1896 |
| ---- | ---- | ---- | ---- | ---- | ---- | ---- | ---- | ---- |
| 584  | 585  | 530  | 525  | 501  | 509  | 516  | 504  | 465  |

| 1901 | 1906 | 1911 | 1921 | 1926 | 1931 | 1936 | 1946 | 1954 |
| ---- | ---- | ---- | ---- | ---- | ---- | ---- | ---- | ---- |
| 427  | 407  | 386  | 368  | 364  | 354  | 304  | 287  | 274  |

| 1962 | 1968 | 1975 | 1982 | 1990 | 1999 | 2006 | 2011 | 2016 |
| ---- | ---- | ---- | ---- | ---- | ---- | ---- | ---- | ---- |
| 233  | 204  | 180  | 162  | 174  | 200  | 221  | 212  | 241  |

| 2021 | 2022 | - | - | - | - | - | - | - |
| ---- | ---- | - | - | - | - | - | - | - |
| 240  | 235  | - | - | - | - | - | - | - |

## Économie

### Revenus
En 2018, la commune compte 96 ménages fiscaux, regroupant 217 personnes. La médiane du revenu disponible par unité de consommation est de 19 470 € (19 820 € dans le département).

### Emploi
| Division       | 2008  | 2013   | 2018   |
| -------------- | ----- | ------ | ------ |
| Commune        | 7,1 % | 7,6 %  | 13,4 % |
| Département    | 8,9 % | 11,1 % | 11,2 % |
| France entière | 8,3 % | 10 %   | 10 %   |

En 2018, la population âgée de 15 à 64 ans s'élève à 176 personnes, parmi lesquelles on compte 77,9 % d'actifs (64,5 % ayant un emploi et 13,4 % de chômeurs) et 22,1 % d'inactifs,. En  2018, le taux de chômage communal (au sens du recensement) des 15-64 ans est supérieur à celui du département et de la France, alors qu'en 2008 la situation était inverse.
La commune fait partie de la couronne de l'aire d'attraction de Pamiers, du fait qu'au moins 15 % des actifs travaillent dans le pôle,. Elle compte 27 emplois en 2018, contre 27 en 2013 et 21 en 2008. Le nombre d'actifs ayant un emploi résidant dans la commune est de 115, soit un indicateur de concentration d'emploi de 23 % et un taux d'activité parmi les 15 ans ou plus de 66,8 %.
Sur ces 115 actifs de 15 ans ou plus ayant un emploi, 24 travaillent dans la commune, soit 21 % des habitants. Pour se rendre au travail, 84,8 % des habitants utilisent un véhicule personnel ou de fonction à quatre roues, 3,6 % les transports en commun, 2,7 % s'y rendent en deux-roues, à vélo ou à pied et 8,9 % n'ont pas besoin de transport (travail au domicile).

### Activités hors agriculture
18 établissements sont implantés  à Gaudiès au 31 décembre 2019.
Le secteur du commerce de gros et de détail, des transports, de l'hébergement et de la restauration est prépondérant sur la commune puisqu'il représente 27,8 % du nombre total d'établissements de la commune (5 sur les 18 entreprises implantées  à Gaudiès), contre 27,5 % au niveau départemental.

### Agriculture
La commune fait partie de la petite région agricole dénommée « Plaine de l'Ariège ».
|                                   | 1988 | 2000 | 2010 |
| --------------------------------- | ---- | ---- | ---- |
| Exploitations                     | 30   | 21   | 16   |
| Superficie agricole utilisée (ha) | 842  | 637  | nd   |

Le nombre d'exploitations agricoles en activité et ayant leur siège dans la commune est passé de 30 lors du recensement agricole de 1988 à 21 en 2000 puis à 16 en 2010, soit une baisse de 47 % en 22 ans. Le même mouvement est observé à l'échelle du département qui a perdu pendant cette période 48 % de ses exploitations.

## Culture locale et patrimoine

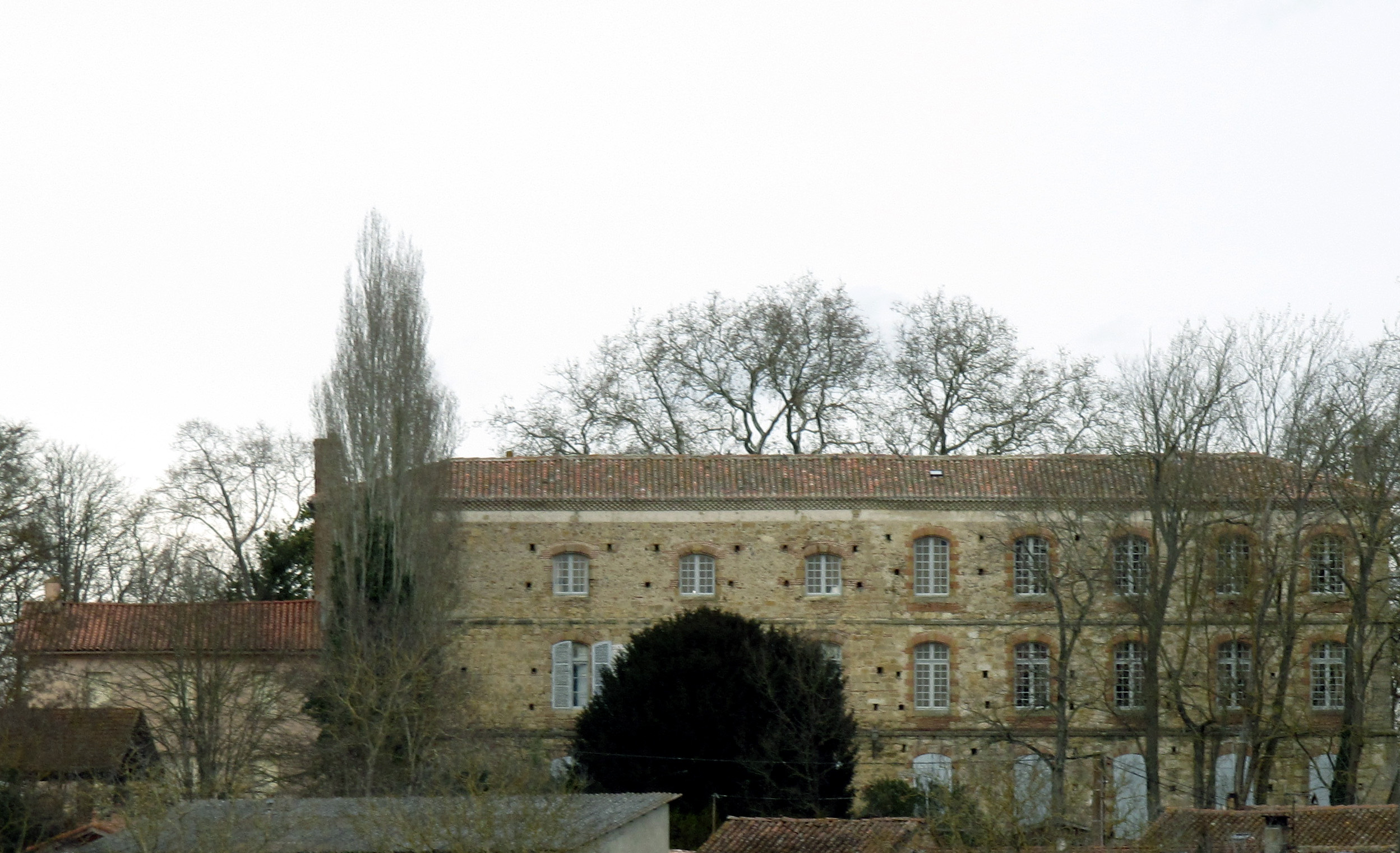
Le château fin janvier 2022

### Lieux et monuments
- Château : tour carrée du XIIe siècle, bâtiments du XVIIe et façade du XVIIIe, XIIe siècle. En 1309, le Pape Clément V s'arrête dans ce château et de là écrit à Philippe IV de France pour lui demander de cesser de convoiter les biens des Templiers[réf. nécessaire]. Certains vestiges ont permis une inscription partielle au titre des monuments historiques en mars 1977.
- Église Notre-Dame-de-l'Assomption de Gaudiès répertoriée dans la Base Mérimée[56],[57].

### Personnalités liées à la commune
- Paul Caujole (1878-1961), médecin, homme politique député et conseiller général de la Seine, est décédé à Gaudiès le dimanche 27 août 1961.

### Héraldique
| Gaudiès | Son blasonnement est : D'argent à une croix alésée de sinople. |

## Pour approfondir